# Leo (Makkonen)
Leo (světským jménem: Leo Makkonen; * 4. června 1948, Pielavesi) je finský duchovní Finské pravoslavné církve a emeritní arcibiskup Helsinek a celého Finska.

## Život

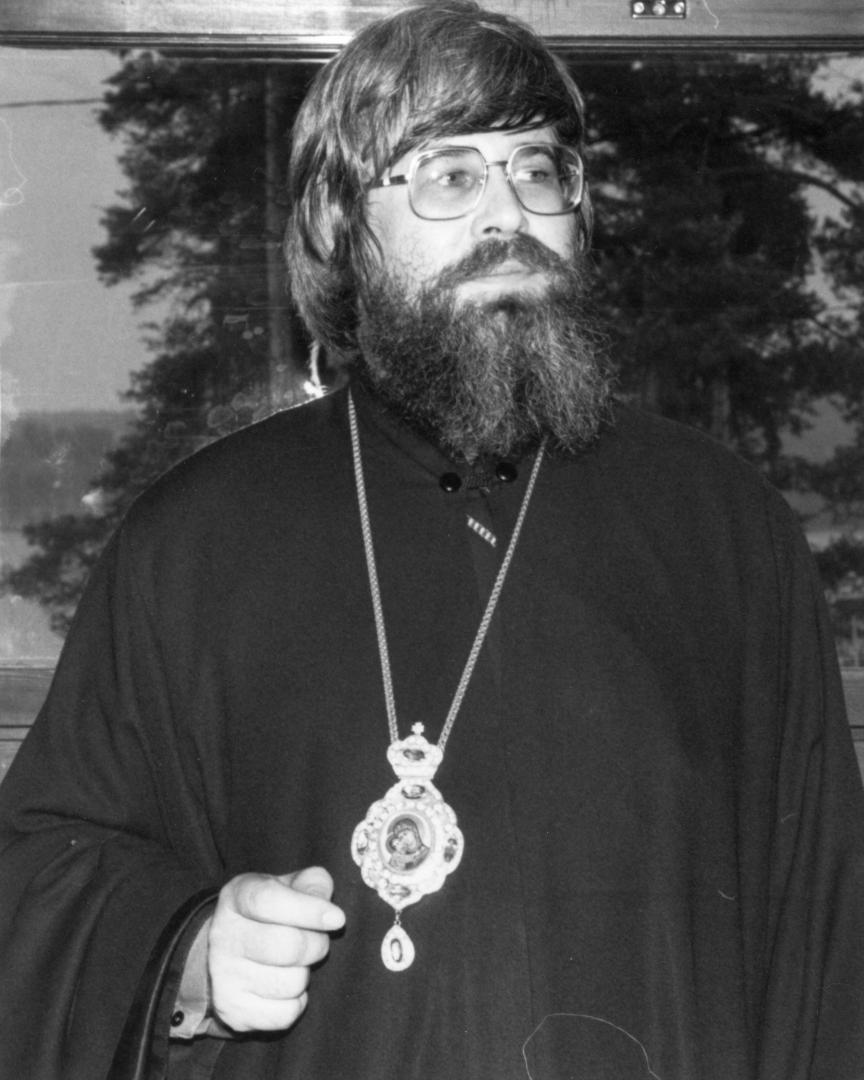
Biskup Leo v roce 1987

Narodil se 4. června 1948 v Pielavesi. Roku 1972 ukončil Pravoslavný kněžský seminář v Kuopiu. Dne 20. července 1973 byl metropolitou Helsinek Janem vysvěcen na diakona a 22. července na presbytera.
Po ukončení semináře začal studovat na Pedagogické fakultě Univerzity v Turku kterou ukončil roku 1978. Roku 1979 byl jmenován biskupem Joensuumu a vikářem Karelské eparchie. Dne 25. února proběhla jeho biskupská chirotonie. V říjnu stejného roku byl zvolen metropolitou Oulu.
Roku 1995 na Univerzitě v Joensuu získal titul magistra pravoslavné teologie.
Roku 1996 se stal metropolitou Helsinek.
Dne 25. října 2001 byl Posvátným synodem Finské pravoslavné církve vybrán jako nový nejvyšší představitel církve a arcibiskupem Karelským a celého Finska.
Ve dnech 27. až 29. listopadu 2017 došlo při konání Místní rady Finské pravoslavné církve k přeložení sídla nejvyššího představitele církve z Kuopia do Helsinek.
Dne 1. prosince 2024 byl penzionován poté, co Svatý synod Konstantinopolského patriarchátu schválil novou hlavu Finské pravoslavné církve.